# Пауль Візнер
Пауль Візнер (нім. Paul Wiesner, 9 жовтня 1862 — 1934) — німецький яхтсмен.
Олімпійський чемпіон 1900 року в другому запливі в класі 1—2 тонни, срібний призер 1900 року в відкритому класі.